# مغزرة أصلية
مغزرة أصلية (الاسم العلمي:Polygala aboriginum) هي نوع من النباتات تتبع جنس المغزرة من الفصيلة المغزرية.